# Rạch Giá
Rạch Giá est une ville du Sud du Viêt Nam, chef-lieu de la Province de Kiên Giang. Elle se trouve au bord du golfe de Thaïlande.

## Transports
La ville est desservie par l'aéroport de Rach Gia.